# Davenport (Nebraska)
Davenport es una villa ubicada en el condado de Thayer en el estado estadounidense de Nebraska. En el Censo de 2010 tenía una población de 294 habitantes y una densidad poblacional de 174,1 personas por km².

## Geografía
Davenport se encuentra ubicada en las coordenadas 40°18′44″N 97°48′42″O / 40.31222, -97.81167. Según la Oficina del Censo de los Estados Unidos, Davenport tiene una superficie total de 1.69 km², de la cual 1.69 km² corresponden a tierra firme y (0%) 0 km² es agua.

## Demografía
Según el censo de 2010, había 294 personas residiendo en Davenport. La densidad de población era de 174,1 hab./km². De los 294 habitantes, Davenport estaba compuesto por el 96.26% blancos, el 0% eran afroamericanos, el 0% eran amerindios, el 0% eran asiáticos, el 0% eran isleños del Pacífico, el 1.36% eran de otras razas y el 2.38% pertenecían a dos o más razas. Del total de la población el 2.38% eran hispanos o latinos de cualquier raza.